# Oeolo
Oeolo is een bestuurslaag in het regentschap Timor Tengah Utara van de provincie Oost-Nusa Tenggara, Indonesië. Oeolo telt 1116 inwoners (volkstelling 2010).